# George Turner (konstnär)
George Turner, född 2 april 1841 i Cromford, Derbyshire, död 29 mars 1910 i Idridgehay, Derbyshire, var en brittisk landskapsmålare. Han kallades "Derbyshires John Constable" för att han gärna målade landskap på landsbygden.

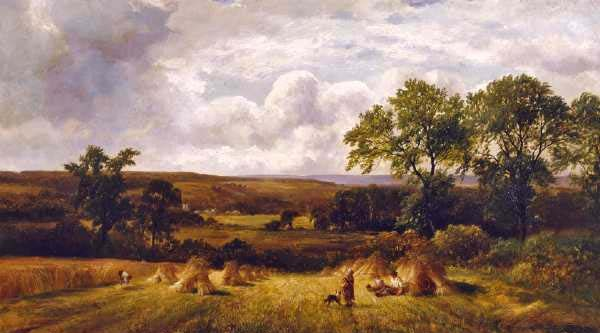
Barrow on Trent Scene, 1881.

I början av sitt karriär Turner kopierade naturens detaljer noggrant, men senare han tog friare stil och blev mer impressionistisk.
Turner lärde sig måla ensam eller kanske med hjälp av sitt far. Hans favoritställe var en liten by vid floden Trent som heter Barrow on Trent. Han gifte sig med en flicka från Barrow on Trent, de bosatte där och fick fyra barn.
Turner var en medlem i Derby Corporation Art Gallery Committee. Redan under sin egen livstid vann hans konst uppskattning. Många konstnärer som ville lära sig måla som Turner blev hans elever. Derby Museum and Art Gallery har Turners målningar i sina samlingar.